# It Had to Be You (chanson)
Pour les articles homonymes, voir It Had to Be You.
It Had to Be You est une chanson américaine composée par Isham Jones, avec des paroles de Gus Kahn.
La chanson a été enregistrée par de nombreux artistes. La version d'Isham Jones et son orchestre, sortie en 1924 chez Brunswick Records, a été honorée par le Grammy Hall of Fame Award en 2007.

## Genèse
Isham Jones compose It Had to Be You la même nuit que Spain et The One I Love (Belongs to Somebody Else).

## Composition
Le site Songfacts résume la chanson comme suit :

« Si le narrateur de la ballade durable d'Isham Jones et Gus Kahn cherchait la femme parfaite, il n'aurait peut-être jamais trouvé celle [qui lui convient le mieux]. Il reconnaît que son amante peut être méchante et autoritaire à certains moments, mais il l'aime malgré ses défauts. »

## La version du filmQuand Harry rencontre Sally
Le site Songfacts raconte :

« Sinatra l'a interprété avec l'orchestre de Tommy Dorsey au début des années 1940 avant de se lancer dans une carrière solo, mais ne l'a inclus dans aucun de ses albums avant Trilogy: Past Present Future en 1980. Cette version, arrangée par Billy May, a été utilisée dans une scène cruciale à la fin de la comédie romantique Quand Harry rencontre Sally, quand Harry se promène à New York la veille du Nouvel An. Harry Connick Jr. a repris la chanson sur l'[album] soundtrack qui accompagne le film, ce qui lui a valu un Grammy de la meilleure interprétation vocale masculine de jazz. »

La chanson (créditée à la fois à Frank Sinatra et Harry Connick Jr., qui l'ont chanté respectivement dans le film Quand Harry rencontre Sally et sur l'album qui l'a accompagné) est classée 60e dans la liste des « 100 plus grandes chansons du cinéma américain » selon l'American Film Institute (AFI).